# Kanton Les Ulis
Canton des Ulis je francouzský kanton v departementu Essonne v regionu Île-de-France. Vznikl 24. ledna 1985 vyčleněním z kantonu Orsay.

## Složení kantonu
| Obec     | Počet obyvatel (2008) | PSČ   | INSEE       |
| -------- | --------------------- | ----- | ----------- |
| Les Ulis | 24 590                | 91940 | 91 3 43 692 |